# Cartographie optique
La cartographie optique est une technique pour l'élaboration d'une carte de sites de restriction à partir de fragments d'ADN. Les cartes produites permettent de visualiser la composition génomique ou chromosomique à une échelle plus générale que le séquençage, et offrent un profil (sous forme de zébrures) de cette suite de données génétiques. La technique a été mise au point dans les années 1990 par Dr. David Schwartz et son équipe à la Haute École de New York. Depuis, la méthode a joué un rôle essentiel aux étapes d'assemblage de nombreux grands projets de séquençage de génomes microbiens et eucaryotiques.

## Technique
1. L'ADN génomique est tiré des cellules lysées et cisaillé au hasard afin de produire un fonds de grandes molécules génomiques propres à la cartographie optique[4].
2. Une de ces molécules d'ADN est teinte et étirée avant d'être fixée, à l'aide d'interactions de charge, sur une lame sous une microscope à fluorescence.
3. L'apport d'enzymes de restriction, qui rongent la molécule à des points spécifiques, laisse un fragment dont les encoches sont plus clairement vues sous le microscope[5].
4. L'intensité fluorescente du fragment d'ADN sous la microscope permet de prendre ses mesures et de dessiner une carte visuelle de molécules uniques.
5. L'assemblage de plusieurs cartes produit une carte au niveau génomique alignée.

### Premières méthodes
Les molécules d'ADN étaient fixées sur de l'agarose fondu auquel on avait ajouté l'enzyme de restriction, et posées entre une fiche de couverture et une lame de microscope. L'apport de magnésium déclenchait le rongeage.

### L'utilisation de surfaces chargées
Au lieu d'immobiliser les molécules à l'aide d'une matrice de gel, il est devenu possible de les tenir en place au moyen d'interactions électrostatiques sur support chargé positivement. Des résolutions plus fines ont permis la mesure de morceaux d'environ 30kb jusqu'à une résolution de 800pb.

### La cartographie qui se fait d'elle-même
Le système automatisé a nécessité la mise au point et mise en œuvre de:
- un système de repérage capable d'identifier plusieurs molécules sur une fiche (à l'instar d'une puce ADN) pour un traitement d'enzymes en parallèle,
- la microscopie à fluorescence automatique pour le captage d'images,
- un logiciel pour la gestion de ces images,
- des algorithmes de cartographie,
- des fermes de calcul pour le traitement des grandes quantités de données.

### Le haut débit grâce à lamicrofluidique
La difficulté de traiter les grandes molécules d'ADN génomique encouragea le développement d'appareils microfluidiques employant la lithographie douce et munis de microcanaux (canaux fins) en parallèle.

### Système de prochaine génération
Une méthode cartographique raffinée, nommée le nanocodage, où les molécules d'ADN étirées sont piégées dans des structures naines, serait capable d'encore augmenter le débit.

## Comparaison

### Autres techniques de cartographie
Les cartes optiques ont l'avantage de conserver l'ordre du fragment d'ADN, alors que les cartes de restriction conventionnelles nécessitent un réordonnement. En outre, les cartes directement dressées à partir de molécules de ADN génomiques évitent les dégradations dues au clonage ou aux effets d'ACP (amplification en chaîne par polymérase). Cependant, chaque opération cartographique rend quand même des résultats faussement positifs et négatifs résultant d'un rongeage imparfait ou partiel. Dans la pratique, on produit plusieurs cartes de la même région génomique pour enfin les réunir dans une carte concordée à l'aide d'un algorithme.

### Autres méthodes d'analyse génomique
Il existe une variété de méthodes pour l'identification de mues génomiques à grande échelle. Ces techniques comprennent les puces ADN, l'électrophorèse en champ pulsé, la cytogénétique et les balises de fin appariées.

## Applications
La cartographie optique est capable de construire les cartes de restriction des génomes complets de bactéries, parasites et champignons. Elle sert également au montage du squelette (scaffold) de génomes bactériens et à leur validation. En vue de monter un squelette propre à l'assemblage, les séquences assemblées sont balayées in silico (en silice) afin de repérer les sites de restriction et alignées sur une carte génomique de concordance.